# Yuri Kanchiku
Yuri Kanchiku (japanisch 寒竹 ゆり Kanchiku Yuri; * 16. April 1982 in Tokio) ist eine japanische Regisseurin und Drehbuchautorin. Sie schrieb das Drehbuch und führte Regie bei der Filmserie First Love für die Filmplattform Netflix.

## Leben und Karriere
Yuri Kanchiku studierte Film an der Nihon-Universität und schloss ihr Studium 2006 ab. Noch als Studentin schrieb sie 2004 ihr erstes Drehbuch „I Can't Say Lasse Hallström Well“. Sie gibt an, dass sie von den Regisseuren Shunji Iwai und Kazuo Miyagawa beeinflusst wurde. Sie arbeitete zeitweise als Iwais Assistentin.
Ihr Debütfilm aus dem Jahr 2009 war My Rainy Days, dessen Story auf einem Handyroman basiert. Dieser Film feierte seine Erstaufführung beim Tokyo International Filmfestival und erlangte Kult-Status. Anschließend drehte Yuri Kanchiku einen Dokumentarfilm der Mädchenmusikgruppe AKB48, Werbefilme und Musikvideos.
Durch ihre Filmserie First Love, für die sie auch das Drehbuch schrieb, wurde sie international bekannt, da die Serie von Netflix gekauft wurde und weltweit abrufbar ist. Inspiriert wurde die Serie, die eine sich über 20 Jahre erstreckende Liebesgeschichte zeigt, von Songs der japanischen Pop-Sängerin Hikaru Utada.
Im Jahr 2013 gewann sie den Spezialpreis der Jury beim 23. Internationalen Yubari-Filmfestival für fantastische Filme in Hokkaidō für ihren Kurzfilm A Case of Egg, für den sie sowohl Regie führte als auch das Drehbuch schrieb.
Yuri Kanchiku lebt in Tokio und in Yamanashi.

## Filmografie
- 2009: My Rainy Days
- 2013: A Case of Egg (Kurzfilm)[4]
- 2011: AKB48. To be Continued
- 2022: First Love (Fernsehserie)